# Брилянтна авицения
Брилянтните авицении (Avicennia germinans) са вид растения от семейство Страшникови (Acanthaceae).
Таксонът е описан за пръв път от шведския ботаник и зоолог Карл Линей през 1764 година.